# Alfredo Peyretti
Alfredo Peyretti (Roma, 27 febbraio 1965) è un regista italiano.

## Biografia
Si diploma in "Organizzazione della Produzione" al Centro Sperimentale di Cinematografia. Post-Graduated Student in Producing all'Australian Film, Television and Radio School. Produce, scrive e dirige "Brave", un cortometraggio pluripremiato e distribuito dal UIP prima di "Clockers" di Spike Lee.
Ha avuto anni di gavetta nei cortometraggi. Nel 2001 dirige il film TV Il terzo segreto di Fatima. Tra le sue fiction di successo si ricordano la prima stagione di Gente di mare (Rai Uno) con protagonista Lorenzo Crespi e Vanessa Gravina (nel 2005), Joe Petrosino con Beppe Fiorello, Graffio di tigre nel 2006, con Giuseppe Zeno, Gabriella Pession e Sergio Assisi, il film televisivo del 2007 Fuga con Marlene con protagonista Monica Guerritore, il film televisivo Moana con Violante Placido trasmessa da Sky Cinema nel 2009. Del 2012 è L'olimpiade nascosta, miniserie trasmessa da Rai 1.